# Пароніхія
Пароніхія (інколи Параніхій, дав.-гр. παρονυχία — «навколо нігтя»; навколонігтьовий панарицій) — гнійне і/або грибкове запалення тканин нігтьового валика.

## Клінічні прояви
Пацієнти скаржаться на біль в ділянці нігтя, важко рухати «хворим» пальцем, інколи важко або неможливо заснути.
Інколи перебіг майже без симптомний, пацієнтам лише заважає набряк.
Візуально під основою нігтя набряк з почервонінням, часто в ділянці набряку випинання над поверхнею шкіри з зеленуватим чи жовто-зеленим вмістом. Шкіра над випинанням блискуча. Палець на дотик «гарячий» у порівняні з іншими.